# Diplogrammus pygmaeus
Diplogrammus pygmaeus es una especie de peces de la familia Callionymidae en el orden de los Perciformes.

## Morfología
• Los machos pueden llegar alcanzar los 3,7 cm de longitud total.

## Distribución geográfica
Se encuentra en Omán y Emiratos Árabes Unidos.

## Hábitat
Es un pez de mar y de clima tropical y demersal que vive entre 14-17 m de profundidad.

## Observaciones
Es inofensivo para los humanos.